# Centrale termoelettrica a ciclo combinato

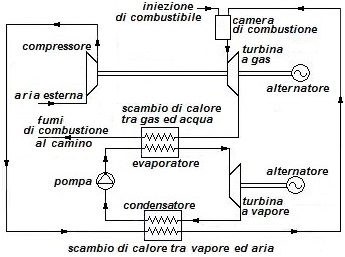
Schema di un ciclo combinato.

Una centrale termoelettrica a ciclo combinato è una centrale elettrica in cui sono presenti due cicli termodinamici in serie, aumentando così il rendimento termodinamico rispetto ad entrambi i cicli isolati 

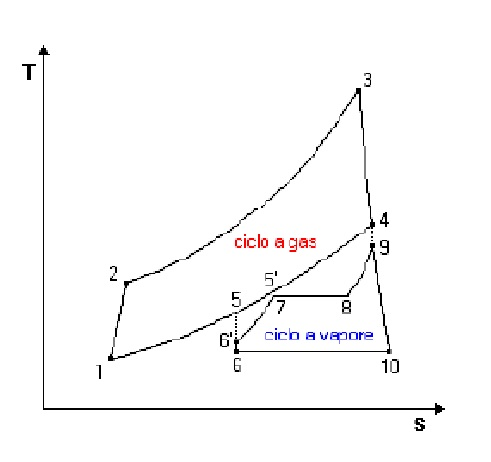
illustrazione nel piano T-s di un ciclo combinato

Il primo ciclo ha come fluido generalmente aria, che percorre un Ciclo di Brayton-Joule, composto da due trasformazioni adiabatiche e da due trasformazioni isobariche, ed è eguale al ciclo presente nelle centrali con turbina a gas con ciclo semplice. Generalmente questo è un ciclo aperto e non chiuso, essendo il fluido aria di facile reperibilità.
Il secondo ciclo ha come fluido acqua, che percorre un ciclo di Rankine caratterizzato dal cambiamento di stato: dapprima esso si trova allo stato liquido e nel generatore di vapore a recupero passa poi allo stato di vapore acqueo. Il ciclo è pertanto composto da due trasformazioni adiabatiche e da due isobariche (in corrispondenza del cambiamento di stato le isobariche risultano anche isotermiche). Generalmente questo è un ciclo chiuso e non aperto, essendo l'acqua depurata di non facile reperibilità.
Il funzionamento di una centrale a ciclo combinato può essere fisicamente interpretato come l'accoppiamento di due centrali più semplici: una centrale a gas e una centrale a vapore tradizionali. In una centrale a gas, il fluido operativo (aria) opera a temperature molto elevate, e nella sezione di "scarico" a camino verso l'esterno i prodotti della combustione emessi hanno un contenuto termico ancora considerevole, e sono quindi ulteriormente sfruttabili.
In una centrale a ciclo combinato i gas di scarico, dopo essere passati in una turbina a gas ed aver prodotto quindi lavoro meccanico, vengono convogliati all'interno di uno scambiatore di calore e utilizzati per effettuare la fase di riscaldamento (e quindi evaporazione) dell'acqua all'interno del ciclo di una classica centrale a vapore, che opera usualmente a temperature inferiori rispetto ad un ciclo a gas. Il vapore ottenuto da tale ciclo viene poi espanso in una successiva turbina a vapore producendo lavoro meccanico. Proprio questa differenza di temperature caratteristiche tra i due cicli termodinamici consente il riutilizzo del calore di scarico del ciclo a gas come calore di evaporazione a favore del ciclo a vapore.
Impianti di questo tipo sono detti unfired, e cioè con caldaia a recupero senza bruciatori ausiliari (postcombustore); in questo caso si ha una netta prevalenza della potenza della turbina a gas rispetto a quella della turbina a vapore. C'è la variante di tipo fired (con postcombustore), in cui i gas di scarico della turbina sono usati come comburente nei bruciatori della caldaia, che genera vapore di caratteristiche simili a quelle dei grossi impianti a vapore.
Il vantaggio di questo tipo di tecnologia è il minor consumo di metano a parità di energia prodotta, in quanto solo la fase di riscaldamento del ciclo a gas viene effettuata per mezzo della combustione di Gas naturale (o altri combustibili), mentre la parallela fase di evaporazione nel ciclo a vapore avviene per mezzo del recupero del calore disponibile nei gas di scarico della centrale a gas. Impiegando una minor quantità di combustibile aumenta quindi il rendimento dell'impianto e cioè il rapporto tra lavoro ottenuto ed energia consumata. Per una centrale termoelettrica tradizionale, il rendimento è intorno al 40% mentre in una centrale a ciclo combinato il rendimento tocca punte del 60%.

## Ripotenziamento
Il ripotenziamento è una tecnica che permette di migliorare le prestazioni di impianti a vapore esistenti tramite l'installazione di un gruppo turbogas riutilizzando una parte dei macchinari già operativi.
Il feed water repowering consiste nel preriscaldare l'acqua di alimento dell'impianto a vapore con il recupero dei gas di scarico della turbina a gas utilizzando gli scambiatori rigenerativi e sopprimendo così gli spillamenti di vapore in turbina. Tale tecnica è utilizzabile solo se la turbina a vapore di bassa pressione e il condensatore possono lavorare a portata maggiorata vista la rimozione degli spillamenti. Si tratta di una tecnica non ottimale dal punto di vista termodinamico poiché lo scambio termico avviene a temperature molto differenti. Il rendimento aumenta di circa 2 punti percentuali, tuttavia le modifiche all'impianto sono minime e fanno della brevità e semplicità d'installazione il loro punto di forza.
Nel heat recovery repowering i gas di scarico della turbina a gas vengono usati per produrre il vapore che alimenta la turbina in una caldaia a recupero che sostituisce completamente il generatore di vapore. Si tratta quindi di una soluzione di tipo unfired utilizzabile solo se la potenza del turbogas risulti adeguatamente maggiorata di quella del gruppo a vapore, quindi principalmente per centrali termoelettriche esistenti di piccola entità (circa 150 MW o meno). A fronte di un incremento di potenza molto elevato (circa il 200%) il rendimento aumenta fino a raggiungere valori del 50% rappresentando così una soluzione molto efficiente dal punto di vista energetico ma che prevede drastiche modifiche all'impianto.
Una tecnica intermedia di boiler repowering prevede l'utilizzo dei gas di scarico della turbina a gas (con contenuto di ossigeno di circa il 15%) come comburente nei bruciatori dell'impianto a vapore in sostituzione o in integrazione all'aria primaria. L'apporto di entalpia dei gas di scarico risulta elevato riducendo così la portata di combustibile richiesto a parità di potenzialità della caldaia. L'aumento di potenza è di circa il 40% e questa soluzione risulta la più prestazionale delle tre. Richiede però modifiche all'impianto più rilevanti, a cui seguono ovviamente maggior costo di installazione e un tempo di fermata maggiore.